# SeaQuest DSV

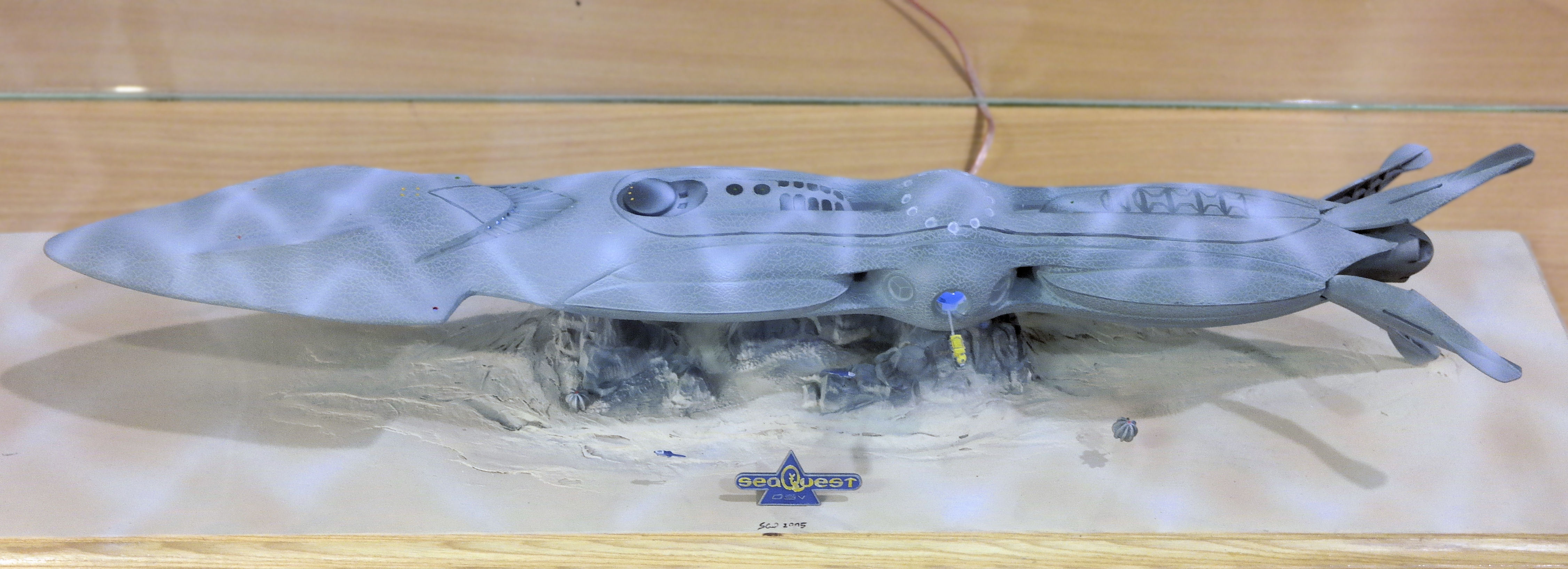
Maqueta del submarino SeaQuest DSV, Pyrkon, Poznań 2015.

seaQuest DSV es una serie de televisión de ciencia ficción estadounidense creada por Rockne S. O'Bannon, originariamente retransmitida por la NBC entre 1993 y 1996. En su última temporada su nombre fue cambiado por seaQuest 2032. Conocida en España como seaQuest DSV: Los vigilantes del fondo del mar.
Ambientada en el "futuro próximo", seaQuest mezclaba drama con hechos científicos realistas. Estaba protagonizada por Roy Scheider (más conocido por su papel de jefe de policía Brody en Tiburón) como Nathan Bridger, capitán del submarino de alta tecnología seaQuest DSV 4600.
La serie tuvo un difícil comienzo. Sin el interés de Steven Spielberg, que hacía de productor ejecutivo, podría no haber llegado nunca a la pequeña pantalla. El rodaje de la primera temporada estuvo marcado por conflictos entre los productores, cambios en el rumbo (dentro y fuera de la pantalla), e incluso un terremoto. En su presentación fue censurado por la crítica, que lo apodaban "Viaje al fondo de la audiencia" (en referencia a la similar serie de televisión de los 60, Viaje al fondo del mar), y criticaban todo, desde la caracterización de los personajes femeninos del programa hasta Darwin, el delfín de la serie. A los fanes, sin embargo, les encantaba, y los "Questies" cambiaban a la NBC cada semana para ver el desarrollo del programa.

## Guion
La serie sigue las aventuras del submarino de alta tecnología seaQuest bajo el mando de la Organización de Océanos Unidos (United Earth Oceans organization, UEO), una federación global de naciones, similar a las Naciones Unidas, que fue creada tras un gran conflicto global ocurrido hacia el año 2010. El seaQuest fue construido por NORPAC (una organización militar mencionada en el episodio piloto) y cedido a la UEO después de su creación.  La historia comienza en el año 2018, después de que la humanidad haya agotado casi todos los recursos naturales, excepto los situados en el fondo oceánico. Muchas nuevas colonias han sido establecidas ahí y es misión del seaQuest y su tripulación protegerlos de naciones no alineadas hostiles y ayudar en la mediación de disputas.

## DVD
Los fanes de seaQuest han hecho campaña durante mucho tiempo para que la serie fuese publicada en DVD. Universal Studios, que posee los derechos de distribución de la serie, había dicho una vez que no tenía planes de publicar el programa en DVD.  
Durante los últimos años, copias ilegales de la serie han sido vendidas en eBay y otras sitios de subastas en línea en formatos VCD y DVD. eBay estima que ha habido más copias ilegales de seaQuest vendidas en su sitio que de ninguna otra serie de televisión o película.
En 2005 Universal anunció que la primera temporada de seaQuest sería publicada en Estados Unidos el día 26 de diciembre de 2005 y a su vez emitida en maratón en el canal SciFi, de ciencia ficción. Universal citó a los fanes como responsables de su cambio de idea sobre la publicación en DVD. Sin embargo, otros también creen que las exitosas ventas de copias ilegales tuvo algo que ver.
El DVD, que corresponde a la primera temporada de la serie, incluye numerosas escenas eliminadas así como versiones alternativas de escenas emitidas. Su publicación fuera de Estados Unidos no ha sido confirmada, aunque es probable que llegue pronto a Europa, donde la serie tuvo más éxito que en su país natal.

## Trivia
- El motivo principal de la banda sonora de la primera temporada fue nominada a un Premio Emmy y en 2000 fue nombrada como la 48 mejor de todos los tiempos por TV Guide.
- Dos miembros del reparto murieron de forma trágica en 2003: Royce Applegate murió el día de año nuevo en el incendio de su casa y Jonathan Brandis se suicidó en noviembre.

## Reparto
- Roy Scheider como Capitán Nathan Hale Bridger (temporadas 1-2, 3x01, 3x07, 3x09).
- Jonathan Brandis como Lucas Wolenczak.
- Michael Ironside como Capitán Oliver Hudson (3.ª temporada).
- Don Franklin como Comandante Jonathan Ford.
- Stacy Haiduk como Teniente Comandante Katherine Hitchcock (1.ª temporada).
- Stephanie Beacham como Dr. Kristin Westphalen (1.ª temporada).
- Rosalind Allen como Dr. Wendy Smith (2.ª temporada).
- Marco Sánchez como jefe Miguel Ortiz (temporadas 1-2).
- Ted Raimi como Teniente Tim O'Neil.
- Kathy Evison como Teniente Lenore Ellen "Lonnie" Henderson (temporadas 2-3).
- John D'Aquino como Teniente Benjamin Krieg (temporada 1, 3x02).
- Edward Kerr com Teniente James Brody (temporadas 2-3).
- Royce D. Applegate como Jefe Manilow Crocker (1.ª temporada).
- Elise Neal como Teniente J.J. Fredericks (3.ª temporada).
- Peter DeLuise como Dagwood (temporadas 2-3).
- Michael DeLuise como Marino Anthony Piccolo (temporadas 2-3).
- Dustin Nguyen como Jefe William Shan (1.ª temporada).
- Frank Welker como voz de Darwin.
- Bob Ballard como él mismo, información marina durante los créditos (1.ª temporada).

Además, SeaQuest DSV contó con la presencia de un número significativo de estrellas invitadas familiares en el género de ciencia ficción, muchas de las cuales protagonizarían otras series. Estrellas invitadas notables incluyen a William Shatner (Capitán Kirk), Charlton Heston (protagonista de El planeta de los simios y otros clásicos de ciencia ficción de los 60 y 70), Tim Russ (más tarde Tuvok en Star Trek: Voyager), Kent McCord (Capitán Troy de Galactica 1980, más tarde Jack Crichton en Farscape),  William Morgan Sheppard (con numerosas apariciones en Star Trek, Max Headroom y Babylon 5), Mark Hamill (Luke Skywalker en Star Wars) que apareció en 2 episodios.

## Secuencia inicial
Durante la secuencia inicial, el capitán Nathan Bridger realiza la siguiente introducción: En el siglo XXI, el hombre ha colonizado la única región de la tierra que quedaba por explorar: el océano. Mi tripulación y yo, a bordo del SeaQuest, somos sus guardianes, porque bajo la superficie, se encuentra el futuro.

## Episodios
Los episodios en la versión doblada en España no recibieron traducción oficial. Se incluyen los nombres originales:

### 1.ª temporada (1993-1994)
24 Episodios
1. Ser o no ser 1.ª parte -                To Be or No To Be 1.ª part
2. Ser o no ser 2.ª parte -                To Be or No To Be 2nd part
3. La ventana del diablo -                The window of the devil
4. Tesoros de la mente -                  Treasures of my mind
5. Juegos -                               Games
6. El tesoro de la fosa de Tonga -           Treasures of the Tonga trench
7. Hermanos y hermanas -                  Brothers and Sisters
8. Entregadnos el liberte -               Give us Liberate
9. el barco encantado -                   Knight of Shadows
10. Agua mala -                            Bad Water
11. El regulador -                         Regulador
12. Minas Submarinas -                     SeaWest
13. Bala de Fotones -                      Photon Bullet
14. Mejor que Marcianos -                  Better Than Martians
15. Nada Más Que La Verdad -               Nothing But the Truth
16. Avaricia por el Sueño de un Pirata -   Greed for a Pirate's Dream
17. Canto De La ballena -                  Whale Song
18. El Aguijón -                           The Stinger
19. Escondite -                            Hide and Seek
20. El lujoso pasado -                     The Last Lap at Luxury
21. Abalon -                               Abalon
22. Tanta Paciencia -                      Such Great Patience
23. Buena Muerte -                         The Good Death
24. Máximo Poder -                         Higher Power

Los episodios no fueron originalmente emitidos en el orden de producción. Como resultado, en el episodio Last Lap of Luxury, se ve al Almirante Noyce convertirse en presidente de la UEO -- pero fue emitido después de dos episodios previos en los cuales Noyce ya había aparecido en esta posición. Los episodios al descargar pueden venir con el nombre en inglés pero el audio está en español y en la segunda temporada suelen estar todos en inglés.

### 2.ª temporada (1994-1995)
22 Episodios
1. Dagas Parte I                                             18 Sep 94
2. Dagas Parte II                                            18 Sep 94
3. Miedo al después                                       25 Sep 94
4. Compasión por las profundidades                2 Oct 94
5. Vapores                                                        9 Oct 94
6. Tiempo de juego                                         23 Oct 94
7. El halago más sincero                                13 Nov 94
8. Con cualquier otro nombre                         20 Nov 94
9. Cuando despierten los muertos                  27 Nov 94
10. Entrega especial                                         11 Dic 94
11. Callejón sin salida                                       18 Dic 94
12. Fusión                                                           8 Ene 95
13. El continente hundido                                  15 Ene 95
14. Sueños virtuales                                                22 Ene 95
15. Tejedor de sueños                                        19 Feb 95
16. Sola                                                              26 Feb 95
17. La puerta del mar                                           5 Mar 95
18. Algo en el aire                                      19 Mar 95
19. Venganza Daga                                              2 Abr 95
20. Sueños congruentes                                    30 Abr 95
21. A ciegas                                                       21 May 95
22. Amerizaje                                                     13 Sep 95

### 3.ª temporada (1995-1996)
13 Episodios
1. Un mundo nuevo y valiente
2. Hielo y beneficios
3. Humo en el agua
4. Destino Terminal
5. Cadena de mando
6. El sacrificio
7. Equilibrio
8. Resurrección
9. Buenos soldados
10. Segunda oportunidad
11. Llave mental
12. El reencuentro
13. Armas de guerra

Al igual que en la 2.ª temporada los episodios no fueron originalmente emitidos en el orden de producción. Como resultado, en el episodio Brainlock podemos ver al Teniente James Brody que murió 5 episodios antes, así pues, este seguiría a "Destination Terminal", por diálogos del capítulo y antecedería a Chains of Command, con el comienzo de las tensiones con Macronesia, que desencadenan el episodio Spindrift, cuya traducción más idónea sería Cambio de rumbo, en vez de Sacrificio que es como se tituló el capítulo.

### Oficial
- seaQuest DSV DVD Official Universal Studios Site (en inglés)

### No oficial
- seaQuest DSV en Internet Movie Database (en inglés).
- New Cape Quest (en inglés)
- Atlantis DSV (en inglés)
- SciFi Directory - seaQuest - Enlaces (en inglés)
- TV.com - seaQuest DSV Archivado el 4 de agosto de 2005 en Wayback Machine. (en inglés)
- TVIV.org - seaQuest DSV - información y listado de episodios (en inglés)
- An Extra's Story - Un extra recuerda su paso por la serie. Fotos. (en inglés)

- Datos: Q310966
- Multimedia: SeaQuest DSV / Q310966